# Neuquensaurus australis
Neuquensaurus australis es una especie y tipo del género extinto Neuquensaurus ("lagarto de Neuquén") de dinosaurio saurópodo titanosauriano, que vivió a finales del período Cretácico, hace aproximadamente 80 millones de años, en el Campaniense, en lo que hoy es Sudamérica.
En 1893, Richard Lydekker nombró Titanosaurus australis basado en una serie de vértebras caudales y elementos de extremidades. Los restos habían sido encontrados por Santiago Roth y F. Romero en la provincia de Neuquén de Argentina en el río Neuquén que fueron asignados por Lydekker a un solo individuo. Seis vértebras caudales, con los números de inventario MLP Ly 1-6-V-28-1, fueron el holotipo de la especie. Probablemente los habían encontrado en una capa de la Formación Anacleto.
Algunos elementos que habían sido referidos a Titanosaurus australis fueron reasignados a Laplatasaurus araukanicus por Friedrich von Huene en 1929. Del material sintipo asignado por von Huene a T. robustus José Fernando Bonaparte et al. en 1978 eligió cuatro lectotipos, especímenes MLP 26-250, MLP 26-252, MLP 26-254 y MLP 26-259, un fémur izquierdo, ambos cúbitos y un radio izquierdo.
En 1986, Jaime Eduardo Powell, concluyendo que Titanosaurus australis era menos similar que Laplatasaurus araukaicus a Titanosaurus indicus, nombrándolo un género separado, Neuquensaurus. Sin embargo, lo hizo en una disertación inédita que causó que Neuquensaurus australis y Neuquensaurus rubustus siguieran siendo inválidos, nomina ex disertación. En 1990, las dos especies fueron asignadas a Saltasaurus por John Stanton McIntosh , como Saltasaurus australis y Saltasaurus robustus afirmando que las características encontradas por Bonaparte no eran de suficiente importancia taxonómica para justificar una separación genérica.
En 1992 Powell nombró válidamente Neuquensaurus, con la especie tipo Titanosaurus australis, de la cual la combinatio nova es Neuquensaurus australis.